# Deep Sea Conservation Coalition
Die Deep Sea Conservation Coalition (DSCC), deutsch Tiefseeschutz-Koalition, repräsentiert Nichtregierungsorganisationen (wie Greenpeace, Conservation International, Friends of the Earth und andere) zum Schutz der weltweiten maritimen Lebensräume, insbesondere der Tiefsee.
Hauptziel der Organisation mit Sitz in Amsterdam ist die Errichtung eines globalen und dauerhaften Moratoriums zum Schutz der Tiefseegewässer. Die UN-Generalversammlung ist dem diesbezüglichen Aufruf bisher nicht nachgekommen.
Die Gründung erfolgte 2004.